# Васильев, Владислав Андреевич
Владислав Андреевич Васильев (род. 10 апреля 1997, Караганда) — казахстанский футболист, полузащитник белорусского клуба «Динамо-Брест».

## Клубная карьера
Владислав Васильев является воспитанником карагандинского «Шахтёра».
В 2012 году вместе с 26 юношами из разных городов Казахстана отправился учиться в академию бразильского «Оле Бразил».
В марте 2015 года дебютировал в составе родной команды в игре с «Таразом» в возрасте 17 лет. 31 марта забил свой первый гол в Премьер лиге в ворота того же «Тараза».
В 2018 году подписал контракт с белорусским клубом «Энергетик-БГУ». Помог команде выйти в Высшую лигу страны. В общей сложности провел в команде 43 матча, забив 12 мячей.
В середине сезона 2019 перешёл в «Динамо-Брест». В основном составе закрепиться не сумел.
В феврале 2020 года был арендован клубом «Рух». Провел яркий сезон в 26 матчах, забив 8 мячей и отдав 6 голевых передач, был признан лучшим игроком в составе команды по мнению болельщиков.
В декабре 2022 года начал готовиться к новому сезону с «Энергетиком-БГУ».
В составе «Ордабасы» стал чемпионом Казахстана-2023. В марте 2024 года подписал подписал соглашение с минским «Динамо». Однако уже через полтора месяца покинул команду, получив статус свободного агента. Провел за «Динамо» лишь 2 матча, в которых не отметился результативными баллами.
В августе 2024 года был представлен в качестве футболиста «Минска». По окончании сезона-2024 стороны прекратили сотрудничество. Провел за минчан 14 игр, в которых отдал 2 результативные передачи.
Сезон-2025 начал в составе брестского «Динамо», провел 15 матчей высшей лиги и Кубка Беларуси, в которых отдал один голевой пас. В июле 2025 года перешел в павлодарский «Иртыш».

## Карьера в сборной
В 2013 году вместе с юношеской сборной Казахстана стал победителем двух турниров: международного турнира на кубок президента Казахстана и Кубка Развития, в которых был признан лучшим игроком.
В октябре 2020 года дебютировал за сборную Казахстана в гостевом матче с Беларусью в рамках четвертого тура группового раунда Лиги наций.

## Достижения
«Динамо-Брест»
- Чемпион Беларуси: 2019

«Тобол» Костанай
- Обладатель Суперкубка Казахстана: 2022

«Ордабасы»
- Чемпион Казахстана: 2023

## Статистика выступлений

### Клубная карьера
| Клуб                     | Сезон                    | Лига | Лига | Кубки | Кубки | Еврокубки | Еврокубки | Итого | Итого |
| Клуб                     | Сезон                    | Игры | Голы | Игры  | Голы  | Игры      | Голы      | Игры  | Голы  |
| ------------------------ | ------------------------ | ---- | ---- | ----- | ----- | --------- | --------- | ----- | ----- |
| Шахтёр                   | 2015                     | 15   | 1    | 1     | 0     | —         | —         | 16    | 1     |
| Шахтёр                   | 2016                     | 2    | 0    | 0     | 0     | —         | —         | 2     | 0     |
| Шахтёр                   | 2017                     | 6    | 0    | 1     | 0     | —         | —         | 7     | 0     |
| Шахтёр                   | Итого                    | 23   | 1    | 2     | 0     | —         | —         | 25    | 1     |
| → Шахтёр М               | 2016                     | 4    | 3    | —     | —     | —         | —         | 4     | 3     |
| → Шахтёр М               | 2017                     | 7    | 7    | —     | —     | —         | —         | 7     | 7     |
| → Шахтёр М               | Итого                    | 11   | 10   | —     | —     | —         | —         | 11    | 10    |
| → Шахтёр-Булат           | 2016                     | 10   | 4    | —     | —     | —         | —         | 10    | 4     |
| → Шахтёр-Булат           | 2017                     | 5    | 1    | —     | —     | —         | —         | 5     | 1     |
| → Шахтёр-Булат           | Итого                    | 15   | 5    | —     | —     | —         | —         | 15    | 5     |
| Энергетик-БГУ            | 2018                     | 28   | 10   | 2     | 0     | —         | —         | 30    | 10    |
| Энергетик-БГУ            | 2019                     | 15   | 2    | 0     | 0     | —         | —         | 15    | 2     |
| Энергетик-БГУ            | Итого                    | 43   | 12   | 2     | 0     | —         | —         | 45    | 12    |
| Динамо-Брест             | 2019                     | 8    | 0    | 2     | 1     | —         | —         | 10    | 1     |
| Динамо-Брест             | Итого                    | 8    | 0    | 2     | 1     | —         | —         | 10    | 1     |
| → Рух (Брест)            | 2020                     | 26   | 8    | 1     | 0     | —         | —         | 27    | 8     |
| → Рух (Брест)            | Итого                    | 26   | 8    | 1     | 0     | —         | —         | 27    | 8     |
| Энергетик-БГУ            | 2021                     | 16   | 5    | 1     | 1     | —         | —         | 17    | 6     |
| Энергетик-БГУ            | Итого                    | 16   | 5    | 1     | 1     | —         | —         | 17    | 6     |
| Всего за «Энергетик-БГУ» | Всего за «Энергетик-БГУ» | 59   | 17   | 3     | 1     | —         | —         | 62    | 18    |
| Андижан                  | 2021                     | 8    | 1    | 0     | 0     | —         | —         | 8     | 1     |
| Андижан                  | Итого                    | 8    | 1    | 0     | 0     | —         | —         | 8     | 1     |
| Тобол                    | 2022                     | 22   | 1    | 3     | 0     | 2         | 0         | 27    | 1     |
| Тобол                    | Итого                    | 22   | 1    | 3     | 0     | 2         | 0         | 27    | 1     |
| Ордабасы                 | 2023                     | 14   | 1    | 5     | 0     | 0         | 0         | 19    | 1     |
| Ордабасы                 | 2024                     | 0    | 0    | 1     | 0     | —         | —         | 1     | 0     |
| Ордабасы                 | Итого                    | 14   | 1    | 6     | 0     | 0         | 0         | 20    | 1     |
| Динамо (Минск)           | 2024                     | 2    | 0    | 0     | 0     | —         | —         | 2     | 0     |
| Динамо (Минск)           | Итого                    | 2    | 0    | 0     | 0     | —         | —         | 2     | 0     |
| Минск                    | 2024                     | 13   | 0    | —     | —     | —         | —         | 13    | 0     |
| Минск                    | Итого                    | 13   | 0    | —     | —     | —         | —         | 13    | 0     |
| Всего за карьеру         | Всего за карьеру         | 201  | 44   | 17    | 2     | 2         | 0         | 220   | 46    |

### Выступления за сборную
| Сборная   | Год   | Отборочные матчи ЧМ | Отборочные матчи ЧМ | Отборочные матчи ЧЕ | Отборочные матчи ЧЕ | Лига наций УЕФА | Лига наций УЕФА | Товарищеские матчи | Товарищеские матчи | Итого | Итого |
| Сборная   | Год   | Игры                | Голы                | Игры                | Голы                | Игры            | Голы            | Игры               | Голы               | Игры  | Голы  |
| --------- | ----- | ------------------- | ------------------- | ------------------- | ------------------- | --------------- | --------------- | ------------------ | ------------------ | ----- | ----- |
| Казахстан | 2020  | −                   | −                   | −                   | −                   | 1               | 0               | −                  | −                  | 1     | 0     |
| Казахстан | 2021  | 6                   | 0                   | −                   | −                   | −               | −               | 1                  | 0                  | 7     | 0     |
| Казахстан | 2022  | −                   | −                   | −                   | −                   | 4               | 0               | −                  | −                  | 4     | 0     |
| Итого     | Итого | 6                   | 0                   | −                   | −                   | 5               | 0               | 1                  | 0                  | 12    | 0     |